# Swiss Indoors 2003
Lo Swiss Indoors 2003, noto anche come Davidoff Swiss Indoors per motivi di sponsorizzazione, è stato un torneo di tennis giocato sul cemento indoor.
È stata la 34ª edizione dell'evento e faceva parte delle International Series nell'ambito dell'ATP Tour 2003. Il torneo si è giocato alla St. Jakobshalle di Basilea, in Svizzera, dal 20 al 26 ottobre 2003.

## Campioni

### Singolare
Guillermo Coria ha battuto in finale  David Nalbandian per walkover

### Doppio
Mark Knowles /  Daniel Nestor hanno battuto in finale  Lucas Arnold Ker /  Mariano Hood con il punteggio di 6–4, 6–2